# The Tell-Tale Heart

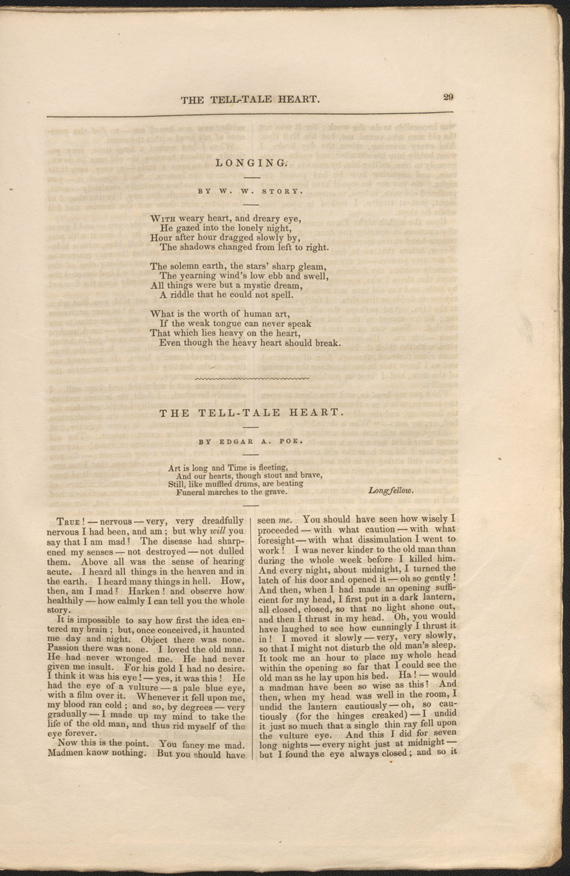
Openingspagina van de eerste uitgave van "The Tell-Tale Heart" in The Pioneer jaargang 1, afl. 1 (januari 1843) pag.29

The Tell-Tale Heart (Nederlands: Het verraderlijke hart) is een kort horrorverhaal uit 1843 van de Amerikaanse schrijver Edgar Allan Poe. Het gaat over een verteller zonder naam die de lezer probeert te overtuigen dat hij niet gestoord is, terwijl hij de moord beschrijft die hij zojuist heeft begaan. Het werd voor het eerst gepubliceerd in het in Boston gevestigde blad 'The Pioneer' in januari 1843. Een herziene versie werd gepubliceerd op 23 augustus 1845, in de 'Broadway Journal'.
Het verhaal, dat wel wordt gerekend tot de Gothic literatuur, werd vele malen herdrukt en diende als basis voor verschillende bewerkingen voor radio, film en televisie.

## Het verhaal
De hoofdpersoon, tevens verteller, woont samen met een oude man die een glazen oog heeft, hetgeen hem tot razernij brengt. Hij beschrijft zichzelf overigens herhaaldelijk als iemand die geestelijk volkomen normaal is, maar overgevoelige zintuigen heeft. Hij wordt zo door het beeld van dat gierenoog (hij vergelijkt het oog met dat van een gier) gepijnigd, dat hij zichzelf iedere avond traint om de man uiteindelijk te kunnen doden. Het kost hem elke avond een uur om de deur van de slaapkamer van de oude man zo zachtjes mogelijk te openen, maar als hij de man ziet slapen, met zijn beide ogen gesloten, ziet hij van zijn moordplannen af en gaat weer terug. Op een avond echter is het weer zover, maar valt het licht van zijn lantaarn rechtstreeks op het geopende oog. Tegelijkertijd dringt tot zijn oren het geluid door als van een in katoen gewikkeld horloge, dat hij interpreteert als de hartslag van de oude man. Het geluid lijkt steeds harder te worden, tot hij het gevoel krijgt dat het hart op het punt staat te barsten. Uit angst dat ook de buren het geluid zullen horen, doodt hij uiteindelijk de man.
Vervolgens probeert hij opnieuw zijn gezondheid van geest te bewijzen door uiteen te zetten hoe zorgvuldig hij te werk ging bij het laten verdwijnen van het lijk. Hij hakt het in stukken en verstopt de delen onder de houten vloer van het huis. Kort daarna komt de politie, gealarmeerd door de buren. Zij hadden een bizar geluid gehoord. De politie treft echter niets aan. Even lijkt het erop dat de dader ongestraft zal blijven. Maar dan hoort hij weer het kloppen van een hart, steeds harder en harder en harder. Ervan overtuigd dat hij het hart van de oude man hoort kloppen onder de vloer, wordt hij radeloos, bekent de moord, breekt de vloer open en vertelt de politie alles.

## Bewerkingen
Film en tv
- The Avenging Conscience: or 'Thou Shalt Not Kill' (1914), de eerste adaptatie van het verhaal.
- The Tell-Tale Heart (1953) een tekenfilm gebaseerd op het verhaal
- The Tell-Tale Heart (1960)
- Toneelschrijver Steven Berkoff bewerkte het verhaal voor een tv-special in 1991.
- Het verhaal was onderdeel van de film Nightmares from the Mind of Poe, naast "The Cask of Amontillado", "The Premature Burial" en "The Raven".
- Tell-Tale (2009), een moderne bewerking geproduceerd door Ridley Scott.
- The Tell-Tale Heart (2016), geregisseerd door John Le Tier, mixt elementen uit het verhaal met een voormalige soldaat die lijdt aan een posttraumatische stressstoornis.

Muziek
- De band The Alan Parsons Project schreef een nummer geïnspireerd op het verhaal. Het is uitgebracht op het album Tales of Mystery and Imagination. Het album bestond uit meerdere nummers gebaseerd op de verhalen van Poe.
- In de jaren '60 componeerde Nigel Butterly een ballet, dat werd uitgezonden op de Australische tv-zender ABC op 25 januari 1962.[1]
- Winifred Philips schreef en componeerde muziek voor een muzikale bewerking voor The Radio Tales-serie in 1998.
- Amerikaanse componist Gregg Kallor schreef een nummer geïnspireerd op het verhaal voor zijn album The Tell-Tale Heart.[2]
- In 2019 verscheen The Tell-Tale Heart op het album Necrologies van de band Scarlet Stories.
- In 2020 bracht Collectief Ludvik het muziektheater-hoorspel Het hart dat zichzelf verraadde uit, dat als podcast te beluisteren is[3].[4]
- In 2017 voltooide de Nederlandse componist Willem Jeths zijn zetting van het verhaal in een versie voor sopraan en orkest. Het werk verscheen inmiddels op cd.

Overig
- In 1953 bracht EC Comics een bewerking uit genaamd 'Sleep No More'. Het was geschreven door William Gaines en Al Feldstein en getekend door George Evans.
- In 1956 schreef William Templeton een hoorspel voor het NBC Matinee Theater.
- CBS Radio Mystery Theater bracht een bewerking uit in 1975, met onder andere Fred Gwynne.
- In 2013 kwam er een mobiele game uit, gebaseerd op het verhaal.
- Poe's Tell-Tale Heart: The Game is een computerspel voor iOS en Android waarin men het verhaal naspeelt. Het is uitgebracht in 2013.
- In december 2018 schreef Anthony Neilson een theaterversie, uitgevoerd door het National Theatre in Londen.[5]